# Serrat del Cau dels Garrics
El Serrat del Cau dels Garrics és un serrat del terme municipal de Castellterçol, a la comarca del Moianès.
Està situat a l'extrem nord-est del terme de Castellterçol, a la dreta de la Riera de la Serradora i al sud i sud-est de la masia de la Serradora. És a l'extrem meridional del Serrat de la Bassa Blanca, del qual és continuïtat cap a ponent. Es troba al nord del Sot del Roure Llarg i al sud-est del Camp Gran de la Serradora.